# نوراگاویت
نوراگاویت  یک روستا در ارمنستان است که در ایروان واقع شده‌است.